# Полянський Ілля Анатолійович
Ілля́ Анато́лійович Поля́нський — солдат Збройних сил України, учасник російсько-української війни. Один із «кіборгів».

## Короткий життєпис
Навідник-оператор, 74-й окремий розвідувальний батальйон.
18 листопада 2014-го загинув у Донецькому аеропорту від кулі снайпера.
Похований в селищі Ювілейне. Без чоловіка лишилася дружина, без батька — донька 1997 р.н.

## Нагороди
За особисту мужність і героїзм, виявлені у захисті державного суверенітету та територіальної цілісності України, вірність військовій присязі під час російсько-української війни, відзначений — нагороджений
- 27 червня 2015 року — орденом Богдана Хмельницького III ступеня.